# لو شاتلييه (أورن)
لو شاتلييه هي بلدية في أورن في شمال غرب فرنسا.